# Trichomanes malingii
Trichomanes malingii là một loài dương xỉ trong họ Hymenophyllaceae. Loài này được Hook. mô tả khoa học đầu tiên năm 1862.
Danh pháp khoa học của loài này chưa được làm sáng tỏ. 